# Móricz Zsigmond Kollégium
Móricz Zsigmond Kollégium – főiskolás diákközösség Kolozsvárt 1945 és 1948 között, amely a szegény sorban élő paraszt-, munkás- és értelmiségi fiatalok tanulását segítette elő ingyenes bentlakással s olyan nevelési formák között, melyek új, népi szellemű szakértelmiség kialakulását tették lehetővé. Fenntartója a Bolyai Tudományegyetem királyi megerősítése után az egyetem lett, de a Móricz Zsigmond Kollégium ebben a helyzetben is megőrizte autonómiáját. A Móricz Zsigmond Kollégium mintájára Kolozsvár különböző helyein és más városokban is létesült népi kollégium az MNSZ segítségével. A felvételeket gondos tehetségkutatás előzte meg. A kollégiumi előadásokra és szemináriumokra vendégelőadóként az erdélyi magyar közélet tudományos, irodalmi és művészeti személyiségeit hívták meg. A Móricz Zsigmond Kollégium tanár-elnöke László Gyula, tanár-igazgatója Imreh István, tanulmányi vezetője Faragó József, diákigazgatója (1947-ig) Katona Szabó István volt.
A Móricz Zsigmond Kollégiumnak könyvkiadója is volt, ezt Faragó József irányította. Itt jelentek meg romániai kiadásban a magyarországi népi írók: Erdei Ferenc A magyar társadalom, Illyés Gyula Honfoglalók között és Egy év, Jócsik Lajos Magyar szabadság – világszabadság c. munkái; lapok Petőfi naplójából A nagyapa címmel 1945-ben. Ugyanebben az évben romániai szerzőktől kiadták Benczédi Sándor mesejátékait A csillagszemű juhászt, Bözödi György novelláskötetét Rebi néni feltámadása címmel, s Nagy Istvántól A kövérek százada c. füzetet, 1946-ban már csak mindössze egy verseskötet jelent meg Kínai császár c. alatt Kiss Jenőtől. Mindezek címlapján cégjelzésként a kollégium székhelyének, Mátyás király óvári szülőházának képe szerepelt.
A Móricz Zsigmond Kollégium belső demokráciája, önnevelő és társas pedagógiája, a kisebbségi szükségletekhez alkalmazkodó reálpolitikája rendkívül serkentő hatással volt nemcsak tagjaira, hanem kisugárzott a második világháborút követő egész új nemzedék értelmiségi alakulására is. Soraiból számos író, irodalomtörténész, kutató, egyetemi tanár és vezető szakértelmiségi került ki. A kollégisták levele az I. Ferdinánd Egyetem román diákjaihoz s a mintául szolgáló budapesti Györffy István Kollégiumhoz jelentős szerepet játszott a román-magyar megbékélés és demokratikus összefogás erősítésében.
A Móricz Zsigmond Kollégium 1948-ban szűnt meg az iskolák és bentlakások államosításával.